# OpenJDK
OpenJDK (Open Java Development Kit) je bezplatná a open source implementace Java Platform, Standard Edition (Java SE). Projekt byl započat společnosti Sun Microsystems v roce 2006, v současnosti jej vyvíjí Oracle Corporation.
Implementace je pod licencí GNU General Public License (GNU GPL) s linkovací výjimkou GPL, které podléhají komponenty, které souvisejí s knihovnami Javy.
OpenJDK je oficiální implementací od verze Java SE 7.

## Komponenty
Projekt OpenJDK se skládá z několika částí. V zásadě se jedná o HotSpot (virtuální stroj), Java Class Library a javac (primární Java kompilátor).
Plug-in do webového prohlížeče a Web Start, kteří jsou součástí Javy od Oraclu nejsou zahrnuty v OpenJDK.
Sun již v minulosti naznačil, že se pokusí otevřít zdrojové kódy těchto součástí, ale ani Sun, ani Oracle tak nakonec neučinili.